# Power-on self-test

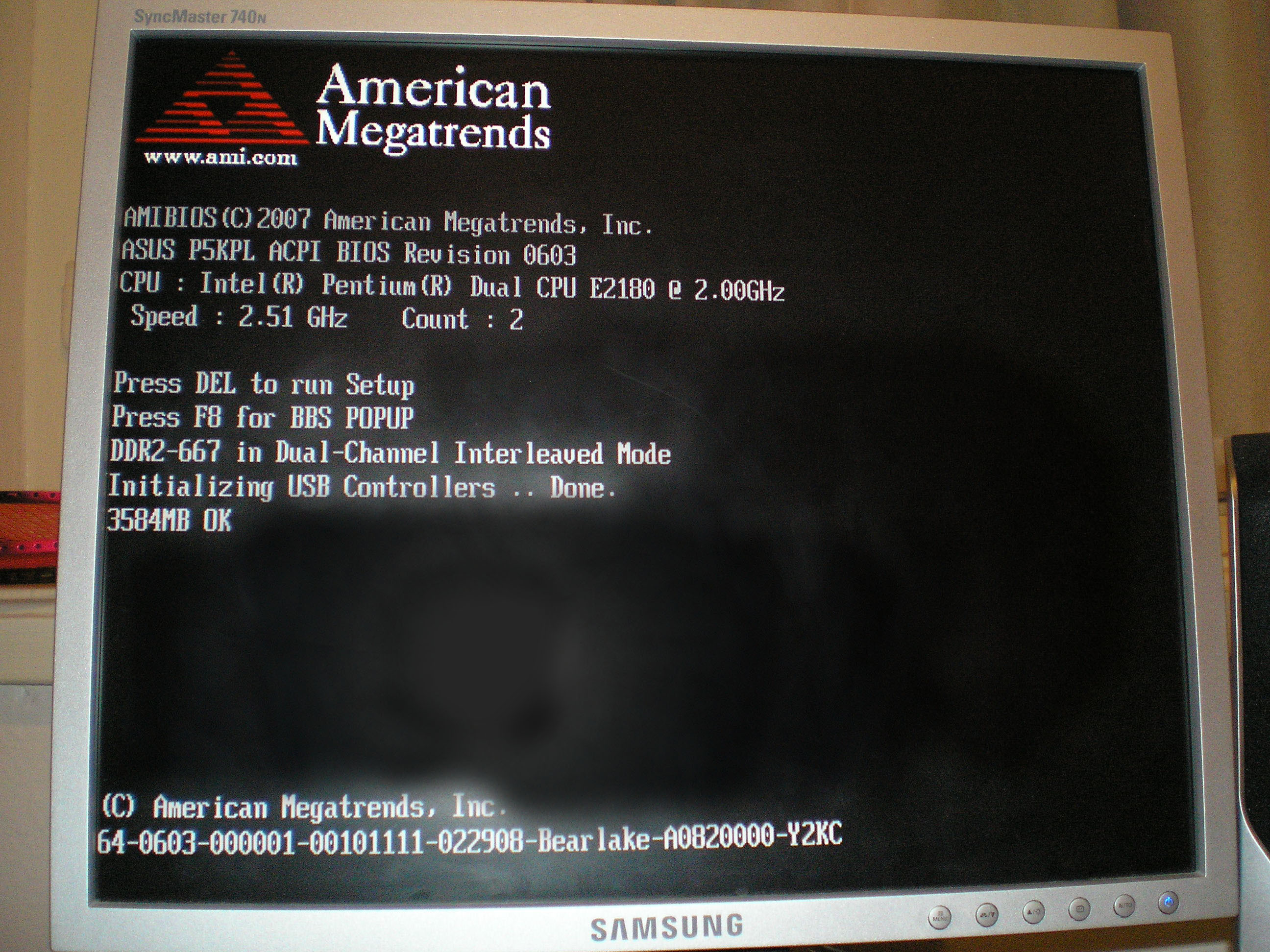
Típico primeiro estágio de um POST.

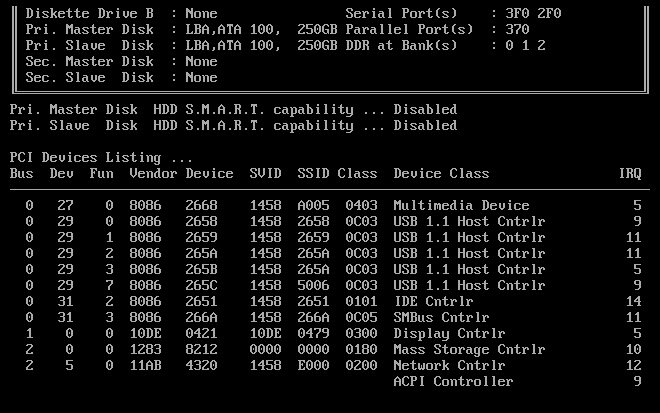
O segundo estágio de um POST. Às vezes, é mostrado "Boot from CD".(BIOS AMI)

O power-on self-test (POST), em tradução livre autoteste de inicialização, é um processo realizado pelas rotinas de firmware ou software imediatamente após um computador ou outro dispositivo eletrônico digital ser ligado. Consiste basicamente em uma sequência de testes ao hardware, realizada pelo BIOS, responsável por verificar, preliminarmente, se o sistema se encontra em estado operacional. Se for detectado algum problema durante o POST a BIOS emite uma certa sequência de bipes sonoros, que podem mudar de acordo com o fabricante da placa-mãe. É o primeiro passo de um processo mais abrangente designado Initial Program Load (IPL), booting ou bootstrapping.
Este artigo trata principalmente de POSTs em computadores pessoais, mas muitos outros sistemas embarcados, como os dos principais dispositivos, aviônicos, comunicações ou equipamentos médicos, também possuem rotinas de autoteste que são automaticamente invocadas na inicialização.
Os resultados do POST podem ser exibidos em um painel que faz parte do dispositivo, enviados para um dispositivo externo ou armazenados para recuperação futura por uma ferramenta de diagnóstico. Uma vez que um autoteste pode detectar que a tela normal de leitura humana do sistema não esteja funcionando, pode ser fornecida uma lâmpada indicadora ou um alto-falante para mostrar os códigos de erro como uma sequência de flashes ou bipes. Além de executar testes, o processo POST também pode definir o estado inicial do dispositivo a partir do firmware.
No caso de um computador, as rotinas do POST fazem parte da sequência de pré-inicialização de um dispositivo. Se eles forem concluídos com êxito, o código do carregador de inicialização será chamado para carregar um sistema operacional.

## Bipes
O código de bipes varia de acordo com a marca do BIOS (Award ou AMI, por exemplo) podendo também haver pequenas mudanças de uma placa mãe para outra. Geralmente, o manual da placa mãe traz uma tabela com as sequências de bipes usadas. As instruções a seguir servem como referência:
| Quantidade de Bipes          | Significado |
| ---------------------------- | --- |
| Bipe curto                   | POST Normal, sistema em funcionamento                                                                                                   |
| 2 bipes curtos               | Erro no POST, um código de erro é mostrado na tela.                                                                                     |
| Sem bipes                    | Problema no sistema, fonte de alimentação, de CPU desconectada, ou do som desconectado.                                                 |
| Bipe contínuo                | Problema na fonte de alimentação, no sistema ou no teclado.                                                                             |
| Bipes curtos repetidos       | fonte de alimentação ou problema no sistema ou no teclado.                                                                              |
| 1 longo bipe, 1 curto bipe   | sistema com problema. |
| 1 bipe longo, 2 bipes curtos | adaptador de vídeo com problema. |
| 3 bipes longos               | Falha nos primeiros 64 KB da memória RAM (Base 64k memory failure). Foi detectado um problema grave nos primeiros 64 KB da memória RAM. |
| 4 bipes Longos               | Timer não operacional: O Timer 1 não está operacional ou não detectou a memória RAM.                                                    |
| 5 bipes                      | Erro no processador. |
| 7 bipes                      | Processor exception (interrupt error): o processador gera uma interrupção.                                                              |
| 8 bipes                      | Erro na memória da placa de vídeo (display memory error).                                                                               |
| 9 bipes                      | Erro na memória ROM (ROM checksum error).                                                                                               |